# Павлова, Наталья Валерьевна
Наталья Па́влова (девичья фамилия — Сини́цына, род. 5 декабря 1989) — российская дзюдоистка, бронзовый призёр чемпионатов России, призёр этапов Кубка Европы. Выпускница Ленинградского государственного университета имени А. С. Пушкина. Выступала в полулёгкой (до 52 кг) и лёгкой (до 57 кг) весовых категориях.

## Спортивные результаты
- Чемпионат России по дзюдо 2005 года среди кадетов — ;
- II Спартакиада школьников 2005 года — ;
- I юношеская Спартакиада 2006 года — ;
- Чемпионат России по дзюдо 2007 года среди юниоров — ;
- Чемпионат России по дзюдо 2008 года среди юниоров — ;
- Чемпионат России по дзюдо 2009 года среди молодёжи — ;
- Чемпионат России по дзюдо 2010 года среди молодёжи — ;
- II юношеская Спартакиада 2010 года — ;
- Чемпионат России по дзюдо 2010 года — ;
- Чемпионат России по дзюдо 2011 года среди молодёжи — ;
- Чемпионат России по дзюдо 2012 года — ;
- Чемпионат России по дзюдо 2016 года — ;
- Чемпионат России по дзюдо 2017 года — ;